# Ventura (Familienname)
Ventura ist ein italienischer Familienname.

## Namensträger
- Agnolo di Ventura (um 1290–um 1349), italienischer Architekt und Bildhauer
- Alba Ventura (* 1978), katalanische Pianistin und Musikpädagogin
- Alessia Ventura (* 1980), italienische Fernsehmoderatorin, Model, Schauspielerin und Fernsehpersönlichkeit
- André Ventura (* 1983), portugiesischer Hochschullehrer und Politiker
- Angelo Ventura (1930–2016), italienischer Historiker
- August Benedikt Ventura, Erfinder des Cutaway (Gitarre)
- Carles Santos Ventura (1940–2017), spanischer Komponist
- Carlos Ventura (* 1997), dominikanischer Fußballspieler
- Carlos Eduardo Ventura (* 1974), brasilianischer Fußballspieler
- Cassie Ventura (* 1986), US-amerikanische Sängerin, Model, Schauspielerin und Tänzerin
- Charlie Ventura (1916–1992), US-amerikanischer Jazz-Musiker
- Elys Ventura (* 2001), neuseeländische Tennisspielerin
- Fabrizio Ventura (* 1958), italienischer Dirigent
- František Ventura (1894–1969), tschechoslowakischer Springreiter
- Gian Piero Ventura (* 1948), italienischer Fußballspieler und -trainer
- Holger Kube Ventura (* 1966), deutscher Kunsthistoriker und Kurator
- Hugo Ventura (* 1988), portugiesischer Fußballspieler
- Jair Ventura (* 1979), brasilianischer Fußballspieler
- Jesse Ventura (* 1951), US-amerikanischer Wrestler, Schauspieler und Politiker (Minnesota)
- Johnny Ventura (1940–2021), dominikanischer Sänger und Politiker
- Jordi Curós i Ventura (1930–2017), spanischer Maler
- José Ramón Machado Ventura (* 1930), kubanischer Politiker
- Josep Maria Ventura i Casas (Pep Ventura; 1817–1875), katalanischer Musiker und Komponist
- Josep Soler i Ventura (1872–1946), katalanischer Violoncellist
- Juelz Ventura (* 1987), US-amerikanische Pornodarstellerin
- Lino Ventura (1919–1987), französischer Schauspieler
- Luigi Ventura (* 1944), italienischer Geistlicher, vatikanischer Diplomat, römisch-katholischer Erzbischof
- Marlon Ventura Rodrigues (* 1986), brasilianischer Fußballspieler
- Miguel Ventura Terra (1866–1919), portugiesischer Architekt und Politiker
- Paolo Ventura (* 1996), italienischer Skilangläufer
- Pere Ventura (1959–2014), spanischer Schauspieler
- Ramón Buxarrais Ventura (* 1929), spanischer Geistlicher, emeritierter Bischof von Málaga
- Ray Ventura (1908–1979), französischer Musiker
- Roberto Ventura (1957–2002), brasilianischer Literaturwissenschaftler
- Ronald Ventura (* 1973), philippinischer Künstler
- Santiago Ventura (* 1980), spanischer Tennisspieler
- Simona Ventura (* 1965), italienische Journalistin und Fernsehmoderatorin

sowie
- Linda De Ventura (* 1986), Schweizer Politikerin (SP)